# U 435
U 435 war ein deutsches Unterseeboot des Typs VII C. Diese U-Bootklasse wurde auch als „Atlantikboot“ bezeichnet. Es wurde durch die Kriegsmarine während des U-Boot-Krieges im nördlichen und mittleren Atlantik sowie im Nordmeer eingesetzt.

## Technische Daten
Die Schichau Werft in Danzig baute von 1941 bis 1944 insgesamt 64 U-Boote des Typs VII C. U 435 war Bestandteil des zweiten Bauauftrags, der an diese Werft erging und zudem U 436, U 437, U 438 und U 439 beinhaltete. Ein U-Boot dieses Typs erreichte, angetrieben von zwei Dieselmotoren, bei der Überwasserfahrt eine Geschwindigkeit von 17 kn und konnte unter Wasser mithilfe der zwei Elektromotoren 7,6 kn Fahrt machen. Die Leistungskraft der Batterien ermöglichte diese Höchstgeschwindigkeit bei der Unterwasserfahrt allerdings nur für eine Stunde. Bei geringerem Tempo konnte das Boot theoretisch bis zu drei Tage unter Wasser fahren. Ein Tauchgang von dieser Länge war natürlich der Besatzung nicht zuzumuten, denn die Luft in den Booten des Typs VII C war bereits nach 24 Stunden sehr verbraucht. Am Turm trug U 435 das Wappen seiner Patenstadt Marienburg.

## Kommandant
Siegfried Strelow wurde am 15. April 1911 in Kiel geboren und trat 1931 in die Reichsmarine ein. Er diente auf der Schleswig-Holstein, dem Panzerschiff Admiral Graf Spee und dem Zerstörer Richard Beitzen. Im Dezember 1939 erhielt er das Kommando über das Torpedoboot Albatros, das er während der Invasion Norwegens verlor. Anschließend kommandierte er mit dem Minenleger Brummer und dem Torpedoboot Löwe zwei norwegische Beuteschiffe. Im Sommer 1941 meldete Kapitänleutnant Strelow sich zur U-Bootwaffe und erhielt im August das Kommando auf dem neugebauten U 435, das er bis zu dessen Versenkung innehatte.

## Geschichte
U 435 war an Angriffen auf Nordmeergeleitzüge beteiligt und holte im Sommer 1942 einen Wettertrupp von Spitzbergen ab, der dort das Unternehmen Knospe durchgeführt hatte. Im Jahr 1943 verlegte U 435 nach Brest und nahm, von dort aus operierend, an Geleitzugschlachten im Atlantik teil.

### Nordmeer

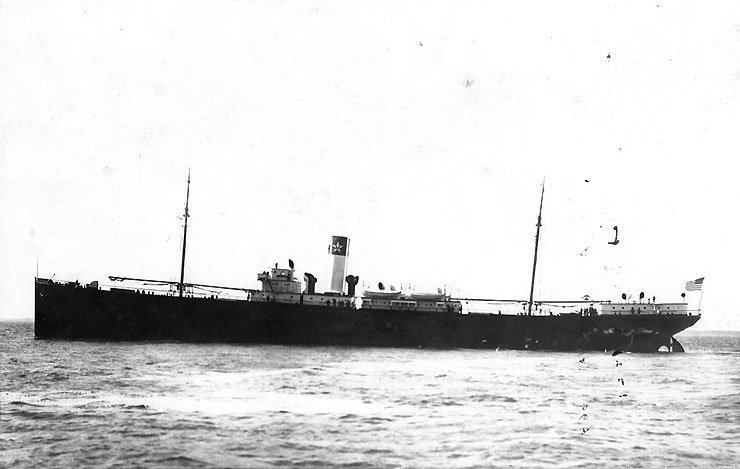
Die El Occidente sank durch Torpedo von U 435

Im Frühjahr 1942 befahl Adolf Hitler den verstärkten Einsatz von U-Booten im Nordmeer, da er eine britische Invasion Norwegens befürchtete. So vergrößerte sich zwar die Streitmacht der deutschen U-Boote, die dort dem Konteradmiral Hubert Schmundt unterstanden, auf 25, führte aber zunächst nicht zu Erfolgen, denn die patrouillierenden U-Boote fanden die britischen Geleitzüge nicht, die im Schutze der arktischen Nacht von Schottland nach Murmansk und zurück fuhren. Erst als in den letzten Tagen des März ein schwerer Sturm den Geleitzug PQ 13 auseinanderriss und die Schiffe über ein Gebiet von mehreren Tausend Quadratkilometern verstreute, fanden einige U-Boote ihre Ziele.
- 30. März 1942 US-amerikanischer Dampfer Effingham mit 5.421 BRT versenkt (Lage)

Der kurze Zeit später in Gegenrichtung laufende Geleitzug QP 10 wurde von der Luftwaffe entdeckt und angegriffen. Dass Siegfried Strelow aus diesem Konvoi zwei Schiffe versenkte, machte ihn zum erfolgreichsten deutschen U-Bootkommandanten im Nordmeer.
- 14. April 1942 panamaischer Frachter El Occidente mit 6.008 BRT versenkt (Lage)
- 14. April 1942 britischer Dampfer Harpalion mit 5.486 BRT versenkt (Lage)

### Eispalast
Der Angriff auf den Geleitzug PQ 18 war eine der größten Unternehmungen der Kriegsmarine im Nordmeer. U 435 war der U-Bootgruppe „Eispalast“ zugeteilt, die diesen und den entgegenkommenden Geleitzug QP 14 attackieren sollten. Kommandant Strelow meldete fünf Schiffe versenkt und zwei weitere beschädigt zu haben. Tatsächlich war seine Ausbeute geringer, jedoch immer noch so beeindruckend, dass ihm für diesen Angriff das Ritterkreuz des Eisernen Kreuzes verliehen wurde.
- 20. September 1942 britischer Minensucher Leda mit 835 t versenkt
- 22. September 1942 US-amerikanischer Frachter Bellingham mit 5.345 BRT versenkt (Lage)
- 22. September 1942 britischer Frachter Ocean Voice mit 7.174 BRT versenkt (Lage)
- 22. September 1942 britischer Flottentanker Grey Ranger mit 3.313 BRT versenkt (Lage)

### Spitz
Gegen Ende des Jahres 1942 fuhr U 435, das seit dem Sommer der 1. U-Flottille in Brest unterstand, von Norwegen nach Frankreich. Während dieser Unternehmung gehörte das Boot für einige Zeit zur U-Bootgruppe „Spitz“, die in den letzten Dezembertagen westlich der französischen Atlantikküste den Geleitzug ONS 154 attackierte. Neben zwei Frachtern versenkte Kapitänleutnant Strelow auch ein Katapultschiff, das seinerseits zwei Landungsboote an Bord hatte, die dem Kommandanten ebenfalls als Erfolge angerechnet wurden.
- 29. Dezember 1942 britischer Dampfer Empire Shackelton mit 7.068 BRT versenkt (Lage)
- 29. Dezember 1942 norwegischer Dampfer Norse King mit 5.701 BRT versenkt (Lage)
- 30. Dezember 1942 britisches Katapultschiff Fidelity mit 2.456 t versenkt (Lage)
- 30. Dezember 1942 zwei britische Landungsboote LCV-752 und LCV-754 mit insgs. 20 t versenkt

U 435 lief am 10. Januar in Brest ein und führte von seinem neuen Stützpunkt aus noch zwei weitere Unternehmungen im Nord- und Mittelatlantik durch.

### Raubgraf

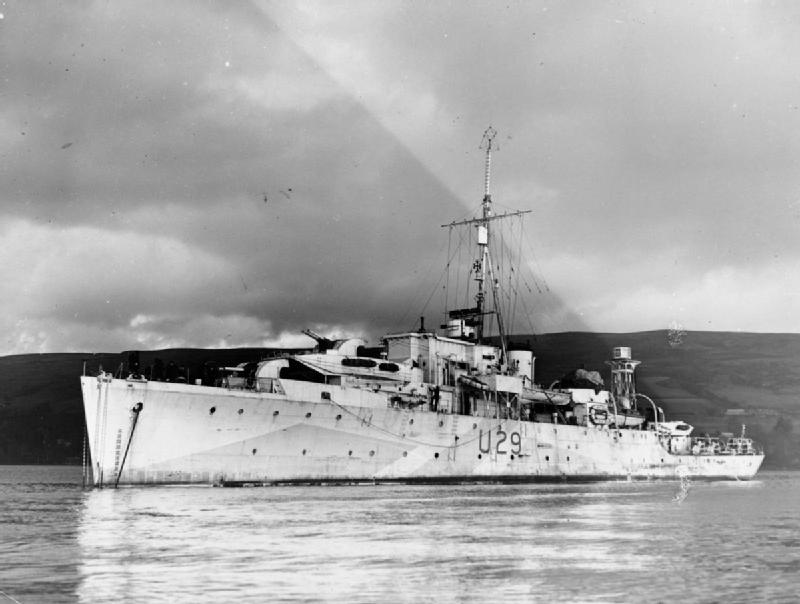
Whimbrel

Im März 1943 gehörte U 435 zur U-Bootgruppe „Raubgraf“ die sich vor Neufundland auf der Suche nach alliierten Geleitzügen befand. In Erwartung eines Geleitzuges hatte die U-Bootgruppe einen Suchstreifen gebildet. In diesen lief am 13. März der von Großbritannien kommende Konvoi ON 170 hinein und wurde von U 603 gemeldet. Das U-Boot wurde seinerseits vom Geleitschutz entdeckt, musste tauchen und verlor den Kontakt zum Geleitzug. Zwei Stunden später fand U 435 den Konvoi wieder, setzte Peilzeichen ab, wurde daraufhin von der Whimbrel entdeckt, angegriffen und verlor den Kontakt zu ON 170, da Kommandant Strelow tauchen lassen musste. Am 14. März wurde der Angriff auf diesen Geleitzug abgebrochen und die U-Bootgruppe „Raubgraf“ auf den Geleitzug SC 122 angesetzt, der von New York aus nach Großbritannien fuhr und die Position der U-Bootgruppe im aufkommenden Sturm umgehen konnte. Als U 653 zufällig den Geleitzug HX 229 entdeckte, wurde dieser von der U-Bootführung, die sofort die U-Bootgruppe „Raubgraf“ zur gemeldeten Position beorderte, irrtümlich als SC 122 identifiziert. In der Nacht zum 17. März beschädigte ein Torpedo von U 435 den US-amerikanischen Dampfer Wiliam Eustris, der später durch U 91 versenkt, aber Strelow angerechnet wurde. Der Kommandant meinte in dieser Nacht noch drei Dampfer versenkt und zwei weitere beschädigt zu haben. Diese Erfolge – Fehleinschätzungen die vermutlich der Unübersichtlichkeit dieser großen Geleitzugschlacht (43 U-Boote) geschuldet waren – blieben jedoch unbestätigt.

### Verlust
Eine Vickers Wellington entdeckte U 435 am 9. Juli 1943 an der Wasseroberfläche fahrend und attackierte es zunächst mit Maschinengewehrbeschuss. Das U-Boot erwiderte den Beschuss nicht und versuchte augenscheinlich auch nicht zu tauchen. Beim nächsten Anflug warf das Flugzeug vier Wasserbomben ab, die dicht am U-Boot detonierten, das daraufhin sank (Lage).